# Ellen Schmidt (Szenenbildnerin)
Ellen Schmidt (* 13. März 1922 in Gelsenkirchen; † 12. März 1997 in Hamburg) war eine deutsche Szenenbildnerin.
Sie studierte Architektur Fachrichtung Hochbau und schloss mit dem Ingenieurs-Grad ab. Einer ihrer frühen Aufträge war der Wiederaufbau des Thalia Theaters in Hamburg. Kurz danach heiratete sie den Filmarchitekten Mathias Matthies.
Zusammen mit ihrem Ehemann entwarf sie in den 1950er und 1960er Jahren die Ausstattung von zahlreichen Filmproduktionen. Im Studio Hamburg war sie seit den 1960er Jahren zudem häufig für das Fernsehen tätig.

## Filmografie
| - 1951: Sündige Grenze - 1951: Schwarze Augen - 1952: Meine Frau macht Dummheiten - 1953: Das Nachtgespenst - 1954: Männer im gefährlichen Alter - 1954: Keine Angst vor Schwiegermüttern - 1955: Ich war ein häßliches Mädchen - 1955: Meine Kinder und ich - 1955: Vatertag - 1956: Der erste Frühlingstag - 1956: Musikparade - 1956: Die Stimme der Sehnsucht - 1957: Träume von der Südsee - 1957: Das Herz von St. Pauli - 1958: Schmutziger Engel - 1958: Rivalen der Manege - 1958: 13 kleine Esel und der Sonnenhof - 1958: Das Mädchen vom Moorhof - 1959: Verbrechen nach Schulschluß - 1959: Der blaue Nachtfalter - 1960: Als geheilt entlassen - 1960: Mit 17 weint man nicht - 1960: Ich zähle täglich meine Sorgen - 1960: Kirmes - 1960: Verrat auf Befehl (The Counterfeit Traitor) - 1961: Die toten Augen von London - 1961: Das letzte Kapitel - 1961: Im 6. Stock | - 1961: Der Fälscher von London - 1961: Unser Haus in Kamerun - 1961: Der grüne Bogenschütze - 1962: Willy - 1962: Das Rätsel der roten Orchidee - 1962: Die Rebellion - 1962: Das Gasthaus an der Themse - 1962: Die glücklichen Jahre der Thorwalds - 1963: Stadtpark - 1964: Das Kriminalgericht - 1964: Wartezimmer zum Jenseits - 1965: Schüsse aus dem Geigenkasten - 1965: Gestatten, mein Name ist Cox - 1968–70: Polizeifunk ruft (Serie) - 1969: Hans Brinker - 1970: Ständig in Angst (Hauser's Memory) - 1971: Tatort (Serie, 2 Folgen) - 1973: Bauern, Bonzen und Bomben (Mehrteiler) - 1974: Der Stechlin (Mehrteiler) - 1975: Die Gewehre der Frau Carrar - 1978: Mittags auf dem Roten Platz (Mehrteiler) - 1981: Das Traumschiff (Serie) - 1983: Die Geschwister Oppermann (Mehrteiler) |